# Soga no Ōnu-no-iratsume
Soga no Ōnu-no-iratsume ou dame Ōnu (蘇我大蕤娘 ; ? – morte le 6 août 724) est une femme de la noblesse japonaise, fille de Soga no Akae et bunin de l'empereur Tenmu dont elle a trois enfants :
- Prince Hozumi (穂積皇子) (?–715)
- Princesse Ki  (紀皇女) (?–?)
- Princesse Takata  (田形皇女) (?–728), saiō au sanctuaire Ise-jingū (706–707), mariée plus tard au prince Mutobe.

## Source de la traduction
- (en) Cet article est partiellement ou en totalité issu de l’article de Wikipédia en anglais intitulé « Lady Ōnu » (voir la liste des auteurs).